# レッドドラゴン (TRPG)
『レッドドラゴン』（RED DRAGON）は、星海社が運営するウェブサイト最前線にて2012年1月31日から2014年5月29日まで連載された、TRPGリプレイの手法をとった創作物。ストーリーを『夜』という区切りで分けており、第六夜（下）をもって完結。また、星海社FICTIONSからイラストの追加および加筆・修正を加えた書籍版が刊行されている。
本作を原案にクロスメディアミックス企画『ケイオスドラゴン』が立ち上げられた。

## 概要
ウェブページ上に連載されたTRPGリプレイの手法をとった創作物。公式サイトではこの創作物を「RPF（Role Playing Fiction）」という独自の用語で呼称している。
RED DRAGONには市販ルールブック等が存在せず、本作のために設計されたワンオフのルールシステムによって行われる。システム設計を行ったのは、三田誠、および、三輪清宗、小太刀右京。なお、三田誠はフィクションマスター（一般的なTRPGにおけるゲームマスターの役割を受け持つ。以降FMと記述）を兼任している。プレイヤー（本作ではスタープレイヤーとして記載）は虚淵玄、奈須きのこ、紅玉いづき、しまどりる、成田良悟。また、本作が掲載されているウェブページ上ではBGMが再生されており、作曲者は崎元仁。作中におけるイラストはプレイヤーであるしまどりるの手によるものである。

### ケイオスドラゴンプロジェクト
2015年2月、レッドドラゴンを原点（オリジン）としたメディアミックス企画として星海社・TOHO animation・セガネットワークスによる「ケイオスドラゴン」プロジェクトが発表された。
レッドドラゴンの設定および展開をケイオスドラゴンの仕様に変更した『ケイオスドラゴン 赤竜戦役』は、テレビアニメとして同年7月〜9月にかけて放送した。下記の10年後とリンクしているため、レッドドラゴンとは違う展開で進行する。
赤竜戦役から10年後を描いたものとして、スマートフォン・タブレット端末向けゲームアプリは『ケイオスドラゴン 混沌戦争』のタイトルで同年初夏を目途にAppStore&PlayStoreにて配信され、ボードゲームは『ケイオスドラゴン 覇王春秋』のタイトルで発売される。
それぞれのタイトルは時系列やアプリゲームでの展開、ボードゲームでの公式プレイ結果で繋がりや影響を及ぼす形式となっている。

## ストーリー
二つの大国が冷戦状態にある世界。その両国の間に存在する島国、ニル・カムイが本作の舞台となっている。
拮抗状態にあるその世界には七匹の竜が存在し、その内の一匹である「赤の竜」がニル・カムイに存在した。
その「赤の竜」が原因不明ながら突如発狂し、複数の村を壊滅させる脅威と化した。
プレイヤーたちは「赤の竜」を討伐するための非公式部隊として集結することとなる。
ケイオスドラゴンプロジェクトでの赤竜戦役は上文がベースであり、その10年後においてはケイオスと呼ばれる軍勢によってさらに国家が分裂した状態となっており、ケイオスに対抗できる記憶喪失の主人公が登場した所から開始される。

### 世界観
剣と魔法、機械が存在するファンタジー的世界観である。
架空人種に対する差別や不安定な社会情勢などが描かれており、ダークファンタジー的な傾向が強い。
自動車や工場などの存在は、少なくとも物語の舞台となる島国、ニル・カムイにおいては描写されていない。
ただし、これは環境的に外海からの運輸が困難とされているニル・カムイ特有の描写である可能性もある。
主な移動手段は徒歩、船舶、カダナン（象に似た魔物）。第四夜では飛行船も登場している。
武器に関しては、剣や棍などの白兵武器や弩が作中において描写された他、黄爛がマスケット銃や大砲の製造技術を持つとされている。

## キャラクター

### PC
プレイヤー（本作ではスタープレイヤーとして記載）キャラクター。
記述順は公式PVでの登場順に準拠。
忌（い）ブキ
プレイヤー - しまどりる / 声 - 井上麻里奈
13歳（設定当初は15歳）、男性。誕生日は5月26日。B型。
アニメ『ケイオスドラゴン 赤竜戦役』の主人公にあたる中核人物であり、レッドドラゴンとは設定が大きく異なっている。
かつてニル・カムイを統治してきたとされる一族・煌統種の末裔として双子の妹とともに生まれる。
神託によって忌み子とされ、生まれた直後に処刑される運命にあったが母・華グヤにより秘密裏に誘拐され、祖父母の下で生活する。
狂う以前の「赤の竜」と出会い、世界に充ちた悲劇と無力な己に絶望するが、自身が煌統種と知り、世界を変えるため革命軍へ合流する。
自然現象に直接干渉する「現象魔術」のほか、煌統種としての様々な能力が行使可能。
ケイオスドラゴンでは、「赤の竜」との関係が異なり、煌統種としての能力も異なる。住まう城の崩落とともに両親を失った後、孤児院で暮らしシュカの町で生活をおくる中で革命軍の黄爛襲撃を機に赤の竜の力を有する宝玉を取り込んでしまう。特に赤の竜の契約によって「親友に値する物の命を対価に、倒したい相手への確実な致命傷を与える」能力が忌ブキに状況に対する選択を与えるようになっている。優しい性格かつ平和主義者であるため、権力争いを避けるため王位継承権は受け継がない方針で、また得てしまった能力の犠牲にならないために人を避けようとする帰来がある。
エィハ
プレイヤー - 紅玉いづき / 声 - 沢城みゆき
10歳、女性。獣の耳を頭部から生やしている。誕生日は7月7日。血液型不明。
「つながれもの」という種族であり、蝙蝠の翼のような前足を持つ両目の潰れた白犬の魔物・ヴァルとその命を共有している。
獣同然の生活をしていたところを人間に捕らえられ、奴隷として貴族の元を転々としたため、人生に対し諦観を抱いている。
ある日、同じ「つながれもの」であるジュナと出会い、革命軍へ合流した。発狂した「赤の竜」と対面した数少ない人物でもある。
アニメ版では忌ブキによって赤の竜の供物の最後の犠牲となり、一度死を迎える。しかしヴァルの命を分け与えることで、ヴァルとエイハがひとつになった姿でまた生まれた。
スアロー
プレイヤー - 奈須きのこ / 声 - 斉藤壮馬
本名、スァロゥ・クラツヴァーリ。25歳、男性。誕生日は12月17日。A型。
世界を二分する大国、ドナティア帝国が誇る最強兵団・黒竜騎士団に所属する若き門閥貴族。ただし、30人いる黒竜騎士団の騎士の中でも序列30位。しかし30位といえどその実力は絶大で、一人でひとつの騎士団丸ごとに匹敵するほどの実力。
自らが手にし、使用した物を例外なく破壊してしまう「粉砕」の呪いにかかっている。ドナティアでも五指の家に入る名門貴族クランツヴァーリ家に生まれたが、その生まれつきから「呪い」が発生し、その力に両親は畏怖し日常時は常に手錠を義務付けられていた。スァロゥ本人では、服を着ることも本を読むこともできない。スァロゥが少年となった頃には「呪い」のために屋敷は荒れ果て資産も激減し、五指の家も過去の話となるなど没落の一途を辿っていた。（アニメでは赤ん坊の時点で食事に使ったスプーン、少年の頃には読んだ本が使用した時点で破壊され消滅していく様子が描写されている。）
黒竜騎士団に力を与えている「黒の竜」と契約し、従者・メリルと共に「赤の竜」を討伐する混成調査隊に加わることとなる。「赤の竜」を討伐した際の報酬として「黒の竜」から呪いの解除を提示されており、これが個人的な動機となっている。
過去にメリルが誘拐事件に巻き込まれた時に黒の竜に出会い、死にかけたメリルの傷をスァロゥの左脚に移し替えた。それが黒の竜との契約の証であり、その契約を解放することで黒の竜の力「黒の刃」そのもの放つことができる。しかし七殺天凌曰く、他の黒竜騎士団が使う黒の刃とは似ているがまた別の物らしい。
還り人となったイズンを殺害した際に黒の竜からその褒美として、如何刃でも一時どんな攻撃でも防ぐ「黒の帳」を授けられる。アニメ第十二夜にてその帳をメリルに対して使用した。
アニメ第五夜にて彼の呪いが「粉砕」ではなく、人間が生きて費やす概念を体現した「消費」の呪いであることが判明。この際、「黒の竜」から呪いの解除（正確には奪取）を望むか否かを問われるが、一旦保留としている（ただしこの直後のメリルとの会話で呪いを奪われることを拒む発言が見られる）。第十二夜にて、スァロゥの呪いは破壊されてまた生み出すという、人間の業によって生み出されたものであり、スァロゥ自身もその力を受け入れその先にあるものが見たいと話した。
婁
プレイヤー - 虚淵玄 / 声（婁震華） - 内田真礼
本名、婁震戒（ロー・チェンシー/ろう・しんかい）。26歳、男性。誕生日は1月22日。AB型。
世界を二分する大国、黄爛（こうらん）の宗教組織・八爪会（はっそうかい）に所属する武装僧侶。
意志を持ち人語を解する妖剣・七殺天凌（チーシャーティェンリー）に魅入られ、剣の導きにより暗殺者として大成。
ありとあらゆる標的を確実に葬り去る凄腕をもって闇の世界に知れ渡るようになる。
他者評価の尺度は「殺せるか否か」のみであり、視野の隅を「凝視」する特技により他者を観察し、必殺の間合いを計っている。
黄爛も彼に首輪をかけられてはおらず、七殺天凌に捧げるための供物として赤の竜を狙う。その後にウルリーカを殺害し仲間たちと完全に決別、弔い合戦に際してシメオンと激突するが一刀の下に敗れ去る。しかし還り人として復活し、その際に得た能力でニル・カムイそのものを七殺天凌に捧げるために行動を開始。以後は仮面をかぶり天凌府君と名乗る。
テレビアニメ版では七殺天凌と性別が逆転しており、女剣士として名前も婁震華（ロー・チェンファ/ろう・しんか）と改められている。性別が女という変更に伴い、テレビアニメオリジナル展開として楽紹やウルリーカ・レデスマと共に入浴するシーンなどが描かれている。この際には二人と良好な関係を築こうする演技を見せるものの、後に両者共に婁自身の手によって命を奪われることになる。また最終話での赤の竜との戦闘の後、還り人とはならず、祝ノリの体にあった赤の宝玉を自分に移し新たな企みを働いていた。
禍（か）グラバ・雷鳳（らいほう）・グラムシュタール
プレイヤー - 成田良悟 / 声 - 石塚運昇
年齢不明（150歳以上）、男性。全身を「五行躰」に置き換えているサイボーグ。誕生日は8月12日。
「不死商人」の二つ名を持ち、ニル・カムイの都市「ハイガ」を統べる大商人 。非常に聡明かつ豪胆。他人に何を考えているかを読ませない懐の深い男。既婚者でもある。
ニル・カムイ、黄欄、ドナティアの三国に対して中立であるという意思表示からか、三カ国それぞれの名前を持つ。
『ケイオスドラゴン 混沌戦争』では主人公の持つ世界を救いうる力を見込み、彼に人材を提供する。

### 主要なNPC
妖剣・七殺天凌（チーシャーティェンリー）
声 - 関智一
虚淵玄のキャラクター、婁の所有する両刃の刀。
女性的な性格で一人称は「わらわ」。刀身は赤く、金色の鍔、黒の柄、赤い飾り紐で装飾されている。
意思を持ち、所有者である婁にのみ念話で語りかけることが可能。
斬った相手の魂を食らい味わう性質と、刃を見たものに所有欲を抱かせる魅了の力を有する。
上述のようにアニメでは性別が逆転し、男性的性格となっている。
虚淵玄が脚本を担当している人形劇『Thunderbolt Fantasy 東離劍遊紀』では、スターシステムで設定の根幹部分を踏襲した別キャラクターとして『妖姫・七殺天凌（ようき・ななさつてんりょう）』が登場、こちらはTRPG版のように女性的な声色で喋る。
メリル
声 - 照井春佳
本名、メリル・シャーベット。奈須きのこのキャラクター、スァロゥの従者。27歳、女性。誕生日は6月22日。O型。黒髪碧眼。頬にそばかすがある。
従者の身でありながら全身に具足を纏い、並の騎士以上に武術に長けている。
基本的にスァロゥの命令には忠実だが、彼が失言を漏らした際には暴言や関節技などの仕打ちを行うこともある。
経営者としても有能で「シャーベット商会」を独力で立ち上げている。現在はスァロゥの資産全ての債権者となっている。
メリルは元々まじりもので、スァロゥが父親に無理を言ってもらった奴隷の一人だった。しかし10歳の時、スァロゥは彼女を奴隷ではなく執事の養女として迎え入れた。後にスァロゥはメリルのシャーロット商会に買い取られ、メリルは彼の従者となった。
ヴァル
紅玉いづきのキャラクター、エィハとつながれた犬狼型の魔物。性別不明。
蝙蝠の翼のような前足を持つ、両目の潰れた白犬。
骨が浮き出る程度に痩せており、微かに毒が混じった吐息とその外見から他者からは忌避されている。
エィハの手によって潰れた目に包帯が巻かれており、季節の花を添えている。

### 竜
作中世界において七柱しか存在しない世界の根源的な存在。全部で七竜で、その力関係は謎に包まれている。竜1個体で小国家一つを滅せるほどの力を持つ。
赤の竜 / 炎なりし赤の竜
声 - 大塚芳忠
名の如く赤い色の、最低でも40メルダ（作中世界の長さ尺度。1メルダ＝1メートル）以上の体躯を有する巨大な竜。
本作においてプレイヤーキャラクターたちが討伐を命じられた目標。
かつては煌統種と同様にニル・カムイにおける崇拝対象だったが、突如発狂し脅威として認識されるようになった。
黒の竜 / 獣歪める黒の竜
声 - 中田譲治
ドナティア帝国の黒竜騎士団と契約している黒い竜。
ドナティア王都の北に存在する山岳地域の洞窟に棲息している。
人語を解し、会話をすることが可能。国家魔術圏内ならば遠く離れた相手に思念を送ることもできる。また黒竜騎士団の任命権も持っている。
スァロゥと契約を交わし、黒竜騎士としての力を与えるとともに「赤の竜」討伐を条件に呪いの解除を約束した。
緑の竜 / 樹に溶けし緑の竜
紫の竜 / 水晶惑わす紫の竜
青の竜 / 海導く青の竜
白の竜 / 嵐喰らう白の竜
無色の竜 / あまねく時を識る無色の竜

### その他のNPC

#### ニル・カムイ
イズン
声 - M・A・O
ニル・カムイの革命軍に所属する少年。14歳。黒髪黒目。
40メルダの岩巨人との「つながれもの」。
革命軍指導者の阿ギトを崇拝しており、忌ブキを介して「赤の竜」に助力を求めようとした。
阿（あ）ギト・イスルギ
声 - 山寺宏一
革命軍の第一指導者。男性。誕生日は11月20日。A型。
忌ブキたち王族の護衛としてニル・カムイにいたが、七年戦争の最後で捕縛され牢獄で三年間過ごしていたが、恩赦により出所した。
アニメ版では過去にニル・カムイを裏切り、祝ノリを殺害した。
ユーディナ・ロネ
革命軍の第二指導者。女性。
ドナティア人の考古学者で、現象魔術の使い手でもある。
忌ブキの「幻術の頭巾」を作成した人物。
阿ギトが獄中に居た間、革命軍をイズンと共に維持していた。
浮ガク（フガク）
声 - 赤羽根健治
革命軍の一員の男性。誕生日は11月5日。B型。
忌ブキの友であり、彼の右腕的存在。忌ブキのことを王であり、何より友として大事にしている。2人きりの時はイブキを王としてではなく、友として接している。しかし、ニル・カムイの革命のためなら忌ブキを囮に使うなど、時には冷徹な行動もとる。
緋エン（ヒエン）
声 - 江口拓也
革命軍の一員の男性。誕生日は9月16日。AB型。
幼い妹を失い天涯孤独の身。忌ブキに忠誠を誓っており、祖国であるニル・カムイのためなら自分の命を忌ブキに捧げることを厭わない。赤の竜の供物になるために自らの両の目を潰し、自らを還り人と偽り忌ブキたちに自分を殺させた。そして命を落とすまで最後に自分が供物になったと信じ込み、若くして死去した。
真（ま）シロ・サグラ
声 - 古木のぞみ
忌ブキの孤児院時代の幼馴染。女性。誕生日は8月18日。B型。
桜の髪飾りが特徴。土地勘の無い忌ブキとエィハに、阿ギトが収容されていた留置所を教えた。
狗（く）ラマ・カズサ
声 - 大川透
ニル・カムイ議会議長。男性。
口髭が特徴的な壮年の男。非公式の混成調査隊が結成する際に立ち会った。
ジュナ
エィハと同じ「つながれもの」にして「まじりもの」の少女。エィハを革命軍に誘った。
ミスカ
声 - 今村彩夏
獣師。女性。
狗ラマの手引きにより用意された案内人。
ニル・カムイを移動するための象に似た生物、カダナンを操る。

#### 黄爛
雪蓮（せつれん）
声 - 白石涼子
黄爛に六人しかいない大将軍「六傑」と呼ばれる万人長の一人。誕生日は5月15日。A型。
また黄爛のトップでもある。「霊母」と呼ばれ民に崇められている。
白叡（はくえい）
声 - 田丸篤志
黄爛最強の兵であり、「六傑」の万人長の一人。誕生日は8月30日。B型。
シメオンとの交渉のために黄爛からハイガの街に来た。また、万軍に匹敵する麒麟船の持ち主でもある。赤の竜を倒すためにスァロゥと共闘した。
栄（えい）
黄爛の宗教組織、八爪会に所属する僧。男性。
婁に騙され、体よく利用されたが失敗した。
甘慈（かんじ）
黄爛軍の軍師、男性。
兵站や情報操作、金銭方面での能力に長ける。
楽紹（がくしょう）
声 - 松井恵理子
黄爛軍の千人長、女性。誕生日は12月6日。AB型。
一兵卒からの成り上がり者で、婁とも面識があった。
電撃戦を得意とし、特にマスケット銃を主体とした部隊運用に長ける。
テレビアニメオリジナル展開として婁との入浴シーンがあったものの、ディレクターズカット版であっても乳首は描かれていない。
同性愛者なのか寝室では女性と同衾している。
祭燕（さいえん）
黄爛軍の千人長、男性。
「盲目の射手」の渾名を持つ老武人で、黄爛の三大魔術の一つ「混沌術」の達人。
瑞白（ずいはく）
旅路の最中に出会った商人の男性。

#### ドナティア
ウルリーカ・レデスマ
声 - 愛美
黒竜騎士団第三団・副団長。誕生日は4月1日。A型。生真面目な性格。その美貌で人気がある女性。
楽紹とは対照的に、堅実な指揮に定評がある。部下からの信頼は高く、団長のシメオンが不在が多い第三団をまとめあげ指揮している。年齢が若く副団長という立場だがその実力はスァロゥよりも高く、序列20位以内に入るほどの実力者。
体内に精霊を宿していて、その精霊が身代わりとなり致命傷を受けても死を免れる。しかし痛みはあり傷は残る。「黒の刃」の紋章は胸。また「闇がある限り何度でも復活する」という魔術の黒の龍を飼っている。
テレビアニメオリジナル展開として婁との入浴シーンがあったものの、ディレクターズカット版であっても乳首は描かれていない。
忌ブキたちのために命を張り闘うスァロゥを心の底から愛していたが、婁に命を狙われていたスァロゥの身代わりとなり、婁と闘い追い詰めるも一歩及ばず、首を切断されて殺害される。その後首は婁に持ち出され、体は他の者と一緒に海に捨てられた。
後に彼女の首は婁とスァロゥの対決の際、スァロゥを動揺させる道具としてスァロゥに投げつけられる。しかし常に「呪い」によって全てを失ってきた彼には通じず、そのまま地面に捨てられた状態のままにされ婁とスァロゥが対決を続けるという扱いを受ける。
シメオン・ツァリコフ
声 - 藤原啓治
黒竜騎士団第三団・団長。中年の男性。忠誠心が強く、序列が低いスァロゥにも敬語を使うほど生真面目で寛大な心を持つ。黒の竜の証を左腕に所有し、大剣にて敵を薙ぎはらう。その実力は黒竜騎士団の中でも最強クラスで、序列3位を誇る。また副団長であるウルリーカをとても大切にしており、彼女が死んだ際には激しく声を上げその死に怒りをあげた。
また、黒の竜の契約印を2つ持っていて、その一撃は黒の竜の攻撃そのものの一撃。
ブレンハイム
声- 近藤孝行
ドナティア皇帝直属 キャバリア騎士団の一員。シメオンの護衛としてハイガの街にきた。
エマヌエル・メシュヴィッツ
声 - 佐藤晴男
ドナティアの国教「教会」司祭、従軍教父。男性。
祝（い）ブキ
声 - 安済知佳
忌ブキの双子の妹。誕生日は5月26日。B型。
煌統種としてドナティアの庇護下にある。阿ギトに襲われた際、赤の竜の力によって他人を生き返らす能力を得た。
ケイオスドラゴン赤竜戦役では、同音異字の名前が2人いるのは紛らわしいので祝（い）ノリに変更された。

#### その他
ソル
声 - 木村良平
禍グラバの腹心の一人。15歳、男性。サソリの「まじりもの」。誕生日は3月26日。A型。
シャディ
声 - 悠木碧
禍グラバの腹心の一人。12歳、女性。蛇の「つながれもの」。誕生日は10月10日。O型。

## 国家・土地

### ニル・カムイ
物語の舞台となる島。
未開の部分が多く、開拓地はドナティアと黄爛の植民地および、地元民たちが運営する独立都市に三分されている。
多数の「魔素流」が複雑に絡み合っているため、気候は異常なまでに極端。
魔物の数も極めて多く、都市とごく一部の街道を除いて人々は常時魔物の牙に怯えて生活している。
村落が魔物に壊滅させられることは珍しくなく、城壁を巡らせた都市でさえしばしば消滅する。
「煌統種」という種族を崇拝する、特殊な宗教形態を有している。
かつて島中を荒廃させたドナティアと黄爛の戦争――「七年戦争」を経て、今は緩衝国のような扱いだった。
しかし、ニル・カムイを縄張りとしている七竜の一柱「赤の竜」に異変が生じたことから、情勢は不安定になろうとしている。

### ドナティア
ニル・カムイのはるか東方に位置する、アーデルバイド大陸の八割を支配下に収め巨大国家。
「黒の竜」に祝福され、優れた魔法と科学技術、勇猛な騎士団によって拡大路線を続けてきた世界最強の軍事国家でもある。
特に二百数十年前、現皇帝が「黒の竜」を含む三柱の竜と契約して以来は破竹の快進撃を続け、ニル・カムイのみならず海を隔てた黄爛の一部をも植民地にした。
唯一神を信じる「教会」を有し、正義のために人々を文明化し、正しく導かねばならないという信仰を有する。
黒竜騎士団をはじめとして誇り高き戦いと求める者が多く、戦乱を招いた黄爛を批判している。一方で自分達もニル・カムイを分割統治という形でほぼ植民地化扱いしていることには疑問を抱いておらず、地元民を差別している自分達のやり方も当然ととらえているなど選民思想に偏った者が大半を占めている。
黄爛の軍備拡張、広大すぎる領土と非効率な大貴族制度、教会と軍部の対立や皇帝の後継者問題などによりこの数十年間、領土は縮小傾向にある。特に黒の龍を除く二つの龍と契約する皇帝は既に老齢であるため、彼が崩御すれば情勢が一挙に悪化すると危惧されている。
黒竜騎士団
ドナティア最強の兵団。黒竜騎士団はニルカムイに派遣されたドナティア最大最強の戦力となり、ニルカムイに干渉をするための騎士団でもある。
黒の竜と直接契約した者のみで編成される、一騎当千の騎士団。騎士団の選抜は身分が捕らわれず、真の強者のみが黒の竜の恩恵を得る資格がある。ドナティア全軍30万人の内黒の竜の力を使えるのはスァロゥを始め30人しかいない。多くの黒竜騎士は自分だけの能力を持っている。黒竜騎士団では序列がつけられ、それが強さとなる。また、黒竜騎士団になるためには黒の竜によって任命されなければならない。
黄爛によって蹂躙された地元民に対しては特に関心がなく、軍議でも黄爛との戦いに影響が出る障害物程度でしか考慮していないなど、ドナティア全体の地元民への意識の低さをそのまま体現している。

### 黄爛（こうらん）
魂を輪廻転生させ、永遠に生きるという「黄爛霊母」の統べる多民族国家。
そのモットーは平等であり、現世利益を何よりも重視する。商業と哲学の国。
個人修養に特化した道（タオ）と呼ばれる魔術体系を持ち、西の大国として君臨。
集団戦に長けたドナティアに百年程度は苦渋を強いられたが「六傑」と呼ばれる万人長、および兵器による陸海軍が、失地回復を果たしつつある。
強大な千人長を中心としたニル・カムイへの軍事介入も、彼らにとってはその一環に過ぎない。
霊母による中央集権により貨幣統一を行ったことにより経済の発展が著しく、単純な経済力はドナティアの倍近くになっている。
国教はなく、霊母を崇拝する八爪会と、霊母を敬いつつも相互扶助を重視する天巫堂とが二大勢力となっている。

## 独自概念
まじりもの
魔物の身体特徴を発現している者の総称。
つながれもの
特殊な蔦の鎖によって凶暴な魔物と命を共有する者の総称。
ニル・カムイの特殊な魔素流を利用して赤子と魔物から作られる人工種族だが、偶然つながってしまった者もいる。
総じて短命であり、16歳以上生存した例は報告がない。
煌統種（こうとうしゅ）
島国ニル・カムイ固有の種族。
ニル・カムイ土着の信仰における崇拝対象であり、魔素という物質を操ることができる存在。
幼少時は普通の人と外見が変わらないが、成長すると額に角が生える。
還り人
ニル・カムイで死亡し、特殊な条件により蘇生した人物の総称。
肉体が復活しても、自我や意識を伴っていないという事例がほとんどであるが、さらなる条件によっては意識を保つことがあるといわれている。
魔素
不可視の、煌統種にのみ知覚可能な存在。
魔素流によりニル・カムイの気候は極端であるという描写から、物理現象にある程度干渉することが判明している。
五行躰（ごぎょうたい）
「宝術士」と呼ばれる人間の魂を捧げることで作られる特殊なパーツを肉体と置き換える秘技。
最高水準のパーツであっても二十年に一度は交換が必要となる。

## システム
ゲームプレイに使われているルールシステムは既成のTRPG製品のものではなく、本企画のためだけに新しく作られた完全オリジナルのものが使われている。
ルールシステムやゲームデータについては本編の物語が理解できる程度の断片的なものしか公開されておらず、一般読者が同じルールとデータで遊ぶことが可能な量の情報を提供するようなアナウンスもされていない。

### 判定
キャラクターの様々な行動の成否を判断する行為判定システムには、十面体ダイスを二つ使ったパーセンテージロールに類するものを実装している。
あらかじめ、十面体ダイスを十の位と一の位にそれぞれ分けておき、これを振る。
キャラクターには判定を行うためのステータスが％表記で設定されており、この数字よりも低い目を出した場合、成功。
ステータスを割り振ることにより、複数回の判定処理を行うことも可能（例：ステータス上で180％→60％の判定を三回）
判定用のステータスは100％を超えていることもあるが、96以上か00が出た場合は自動失敗となる。
一般的なTRPG同様、判定に使うための技能を選択することも可能。

### 達成度
判定に成功した後に、「どの程度成功したのか」を算出する処理が存在する。
技能ごとに存在する「効果値」とダイス一個を振って出た目を合計して算出する。これを「達成度」と呼び、この値が高ければ高いほど、より上手く行動を成功させたことになる。
攻撃の場合はここに、利用した武器固有の数値が加算される（ダイスの目により変化）。
戦闘以外の場合は、達成度を基にFMが数値表などを参照し処理を行う。

## 書籍版
- 単行本
  - 『RPF レッドドラゴン 1 第一夜 還り人の島』2012年6月15日、ISBN 978-4-06-138830-7
  - 『RPF レッドドラゴン 2 第二夜 竜の爪痕』2012年9月14日、ISBN 978-4-06-138840-6
  - 『RPF レッドドラゴン オリジナルサウンドトラック&キャラクターブック』2012年10月16日、ISBN 978-4-06-138843-7
  - 『RPF レッドドラゴン 3 第三夜 妖剣乱舞』2012年12月14日、ISBN 978-4-06-138847-5
  - 『RPF レッドドラゴン 4 第四夜 夜会擾乱』2013年4月16日、ISBN 978-4-06-138859-8
  - 『RPF レッドドラゴン 5 第五夜 契りの城』2013年9月13日、ISBN 978-4-06-138876-5
  - 『RPF レッドドラゴン ワールドガイド』2013年10月16日、ISBN 978-4-06-138878-9
  - 『RPF レッドドラゴン 6 第六夜（上） 夢幻回廊』2014年2月14日、ISBN 978-4-06-138890-1
  - 『RPF レッドドラゴン 6 第六夜（下） 果ての果て』2014年6月13日、ISBN 978-4-06-138897-0
- 文庫
  - 『RPF レッドドラゴン 1 第一夜 還り人の島』2015年1月9日、ISBN 978-4-06-138979-3
  - 『RPF レッドドラゴン 2 第二夜 竜の爪痕』2015年1月9日、ISBN 978-4-06-138980-9
  - 『RPF レッドドラゴン 3 第三夜 妖剣乱舞』2015年3月11日、ISBN 978-4-06-138981-6
  - 『RPF レッドドラゴン 4 第四夜 夜会擾乱』2015年3月11日、ISBN 978-4-06-138982-3
  - 『RPF レッドドラゴン 5 第五夜 契りの城』2015年5月8日、ISBN 978-4-06-138983-0
  - 『RPF レッドドラゴン 6 第六夜（上） 夢幻回廊』2015年7月10日、ISBN 978-4-06-138986-1
  - 『RPF レッドドラゴン 6 第六夜（下） 果ての果て』2015年7月10日、ISBN 978-4-06-138987-8

## テレビアニメ
『ケイオスドラゴン 赤竜戦役』（ケイオスドラゴン せきりゅうせんえき）のタイトルで、2015年7月より9月まで放送された。その続編『ケイオスドラゴン 黒竜戦役』（ケイオスドラゴン こくりゅうせんえき）は2026年放送予定。
レッドドラゴンとの登場人物の設定の違いについては、上記キャラクターの節を参照。ほとんどの竜は3DCGによるトゥーンレンダリング描写である。

### スタッフ
- 原作 - 混沌計画
- 監督 - 松根マサト
- チーフディレクター - 橘秀樹
- シリーズ構成 - 小太刀右京
- シリーズ構成補 - 會川昇
- ストーリーマスター - 三田誠
- キャラクター原案 - 虚淵玄、奈須きのこ、しまどりる、紅玉いづき、成田良悟
- キャラクターデザイン原案 - しまどりる
- キャラクターデザイン - 滝本祥子
- クリーチャーデザイン - 佐野隆雄
- キーアニメーター - 丹羽信礼
- 美術監督 - 明石聖子
- 色彩設計 - 小島真喜子
- 撮影監督 - 廣岡岳
- 3D監督 - 濱村敏郎
- 編集 - 坪根健太郎
- 音響監督 - 岩浪美和
- 音楽 - 崎元仁
- 音楽プロデューサー - 三上政高
- プロデューサー - 吉澤隆、上町裕介、舟橋貴之
- 制作プロデューサー - 加藤章
- アニメーション制作 - SILVER LINK. / CONNECT
- 製作 - 「ケイオスドラゴン赤竜戦役」製作委員会

### 主題歌
オープニングテーマ「ISOtone」（第2話 - 第12話）
作詞・作曲・編曲 - R・O・N / 歌 - 昆夏美
第1話ではエンディングテーマとして使用。
エンディングテーマ
「Delta Decision」（第2話 - 第11話）
作詞 - 中野愛子 / 作曲・編曲 - uz / 歌 - エィハ（沢城みゆき）、婁（内田真礼）、メリル（照井春佳）
第1話では未使用。
「Sleep without a memory」（第12話）
作詞・作曲・編曲 - R・O・N / 歌 - 昆夏美

### 各話リスト
| 話数     | サブタイトル | 脚本              | 絵コンテ   | 演出              | 作画監督                                                  | 総作画監督        |
| -------- | ------------ | ----------------- | ---------- | ----------------- | --------------------------------------------------------- | ----------------- |
| 第一幕   | 一殺多生     | 小太刀右京        | 渡部高志   | 立仙裕俊          | 兵渡勝、丹羽信礼                                          | 滝本祥子          |
| 第二幕   | 二律背反     | 小太刀右京 會川昇 | 徳本善信   | 徳本善信          | 明珍宇作                                                  | 明珍宇作 滝本祥子 |
| 第三幕   | 三位一体     | 小太刀右京        | 大沼心     | 島崎奈々子        | 藤原未来男、木下ゆうき 本田創一、宋眞英                   | 滝本祥子          |
| 第四幕   | 四面楚歌     | 小太刀右京        | 竹之内和久 | 立仙裕俊          | 井嶋けい子、山犬守                                        | 佐野隆雄          |
| 第五幕   | 五里霧中     | 會川昇            | 島津裕行   | 横田一平          | 北原大地、中西和也                                        | 滝本祥子          |
| 第六幕   | 六道輪廻     | 會川昇            | 福田道生   | 小川浩司          | 萩原正人、千葉孝幸 小川浩司、Kwon yong sang Kim bong deok | 佐野恵一          |
| 第七幕   | 七転八起     | 會川昇            | 橘秀樹     | 立仙裕俊          | 原友樹、丹羽信礼 井嶋けい子、重松佐和子                   | 滝本祥子          |
| 第八幕   | 八面玲瓏     | 小太刀右京        | 徳本善信   | 徳本善信          | 明珍宇作、北原大地                                        | 滝本祥子          |
| 第九幕   | 九十九折     | 會川昇            | 島津裕行   | 篠原正寛          | 松本文男、木下ゆうき 本田創一、北原章雄                   | 滝本祥子          |
| 第十幕   | 十死一生     | 會川昇            | 島崎奈々子 | 島崎奈々子        | 中西和也、山犬守                                          | 滝本祥子          |
| 第十一幕 | 百鬼夜行     | 會川昇            | 福田道生   | 小川浩司 千葉孝幸 | 萩原正人、Kwon yong sang Kim bong deok                    | 滝本祥子          |
| 第十二幕 | 千載一遇     | 小太刀右京        | 竹之内和久 | 立仙裕俊          | 原友樹、丹羽信礼 井嶋けい子                               | 滝本祥子          |

### 放送局
| 放送期間               | 放送時間                     | 放送局     | 対象地域 | 備考                      |
| ---------------------- | ---------------------------- | ---------- | -------- | ------------------------- |
| 2015年7月2日 - 9月17日 | 木曜 22:30 - 23:00           | TOKYO MX   | 東京都   |                           |
| 2015年7月3日 - 9月18日 | 金曜 1:00 - 1:30（木曜深夜） | KBS京都    | 京都府   |                           |
|                        |                              | BS11       | 日本全域 | BS放送 / 『ANIME+』枠     |
|                        | 金曜 1:30 - 2:00（木曜深夜） | サンテレビ | 兵庫県   |                           |
| 2015年7月15日 -        | 水曜 23:30 - 木曜 0:00       | AT-X       | 日本全域 | CS放送 / リピート放送あり |

| 配信期間               | 配信時間                     | 配信サイト             | 備考                                          |
| ---------------------- | ---------------------------- | ---------------------- | --------------------------------------------- |
| 2015年7月3日 - 9月18日 | 金曜 1:00 - 1:30（木曜深夜） | ニコニコ生放送         |                                               |
|                        | 金曜 1:30（木曜深夜） 更新   | ニコニコチャンネル     | 第1話無料、第2話以降1週間無料                 |
|                        | 金曜 12:00 更新              | dアニメストア          |                                               |
|                        |                              | アニメパス             |                                               |
|                        |                              | アニメ放題             |                                               |
|                        |                              | U-NEXT                 |                                               |
|                        |                              | J:COMオンデマンド      |                                               |
|                        |                              | ビデオパス             |                                               |
|                        |                              | みるプラス             |                                               |
|                        |                              | ひかりTV               |                                               |
|                        |                              | GYAO!ストア            |                                               |
|                        |                              | バンダイチャンネル     | 第1話無料、第2話以降有料 有料会員は全話見放題 |
|                        |                              | 楽天ショウタイム       |                                               |
|                        |                              | TSUTAYATV              |                                               |
|                        |                              | Play Store             |                                               |
|                        |                              | Amazonプライム・ビデオ |                                               |
|                        |                              | アクトビラ             |                                               |
|                        |                              | ビデオマーケット       |                                               |
|                        |                              | DMM.com                |                                               |
|                        |                              | Happy動画              |                                               |
| 2015年7月8日 -         | 更新時間未定                 | PSストア               |                                               |

### BD / DVD
| 巻 | 発売日         | 収録話          | 規格品番   | 規格品番   |
| 巻 | 発売日         | 収録話          | BD         | DVD        |
| -- | -------------- | --------------- | ---------- | ---------- |
| 1  | 2015年9月16日  | 第1話 - 第2話   | TBR-25303D | TDV-25309D |
| 2  | 2015年10月14日 | 第3話 - 第4話   | TBR-25304D | TDV-25310D |
| 3  | 2015年11月18日 | 第5話 - 第6話   | TBR-25305D | TDV-25311D |
| 4  | 2015年12月16日 | 第7話 - 第8話   | TBR-25306D | TDV-25312D |
| 5  | 2016年1月20日  | 第9話 - 第10話  | TBR-25307D | TDV-25313D |
| 6  | 2016年2月17日  | 第11話 - 第12話 | TBR-25308D | TDV-25314D |

## ボードゲーム
『ケイオスドラゴン 覇王春秋』（ケイオスドラゴン はおうしゅんじゅう）のタイトルで2025年8月24日発売予定。

### スタッフ（ボードゲーム）
- スタープレイヤー：小高和剛、三田誠、成田良悟、武井宏之、松野泰己、PEACH-PIT、下倉バイオ+鋼屋ジン
- ボードゲーム制作：三輪清宗
- アートディレクション：しまどりる+Veia
- 制作著作：ケイオスドラゴン覇王春秋製作委員会

## ゲームアプリ
『ケイオスドラゴン 混沌戦争』（ケイオスドラゴン こんとんせんそう）のタイトルで、セガネットワークスがセガゲームスに吸収合併された後の2015年7月2日にPlayStoreにて先行配信をスタートした。App Storeでは同年8月13日に配信された。
システムは同じセガゲームスが運営するチェインクロニクルと同ベースなタワーディフェンスを採用している。
アニメ「赤竜戦役」との繋がりに関しては、登場人物が10年後の姿で登場したり、10年前に登場していた道具類が登場する。
配信直後よりガチャ抽選率を短期間で数回改変を実施したり、アイテム無限入手などの不具合が発生している。
ボードゲーム「覇王春秋」との連動が予定されていたが実現することはなく、2016年5月26日に同年7月27日の13時を以ってサービスが終了する事が発表された。

### キャスト
- 主人公 - 山下大輝
  - ニル・カムイの脅威「混沌の軍勢(ケイオス)」に対抗できる青年。名前以外の記憶が無く、代わりに物の持つ記憶を垣間見たり、その世界に干渉できる能力を持つ。
- イズミ - 南條愛乃
  - ネズミとのまじりもので、ネズミと同等の全長。主人公を拾った張本人で、金に目が無く彼を使いひと儲けをたくらむ。
- ジョルジュ - 阿部敦
- 雷火 - 村川梨衣
- フラメル - 遠藤綾
- クローム - 平田広明
- ベルリオーズ - 上坂すみれ
- ダイム・ディアス - 三木眞一郎

### スタッフ（ゲームアプリ）
- 原作：星海社・セガゲームス・東宝
- シナリオ：小太刀右京、三田誠、成田良悟、鋼屋ジン、小泉陽一朗、矢野俊策、カルロ・ゼン他
- イラスト：しまどりる、PEACH-PIT、武井宏之、sime、竹、剛田チーズ、中央東口、猫缶まっしぐら、minoa他
- 音楽：崎元仁
- 主題歌：昆夏美「デスパイア・シンドローム」
- 制作著作：ケイオスドラゴン混沌戦争製作委員会